# What About Love (canción de Austin Mahone)
«What About Love» —en español: qué hay del amor— es una canción del cantante pop estadounidense Austin Mahone. La canción fue escrita por el propio cantante, Nadir Khayat, Jimmy Joker, Achraf Jannusi, Bilal Hajii, Mohombi Moupondo y Rivngton Starchild y está producida por RedOne. La canción fue lanzada en Estados Unidos para su descarga digital el 10 de junio de 2013.

## Lista de canciones
| Descarga digital |                                      |          |  |
| N.º              | Título                               | Duración |  |
| 1.               | «What About Love» (Descarga digital) | 3:23     |  |

## Créditos y personal
- Voz principal – Austin Mahone
- Letra – Austin Mahone, Nadir Khayat, Jimmy Joker, Achraf Jannusi, Bilal Hajii, Mohombi Moupondo, Rivngton Starchild
- Productor – Redone
- Discográfica: Chase, Universal Republic Records, Republic Records

## Posicionamiento en listas
| Lista (2013)                                | Mejor posición |
| ------------------------------------------- | -------------- |
| Bélgica (Flandes) (Ultratip Bubbling Under) | 7              |
| Canadá (Canadian Hot 100)                   | 67             |
| Francia (SNEP)                              | 117            |
| Irlanda (IRMA)                              | 71             |
| Mexican Anglo Chart (Monitor Latino)        | 20             |
| Países Bajos (Mega Single Top 100)          | 44             |
| Estados Unidos (Billboard Hot 100)          | 66             |
| Estados Unidos (Mainstream Top 40)          | 18             |
| US Top Heatseekers (Billboard)              | 2              |
| UK Singles Chart                            | 83             |
| Ucrania (FDR)                               | 2              |

## Historia de lanzamientos
| País           | Fecha               | Formato          | Discográfica                                        |
| -------------- | ------------------- | ---------------- | --------------------------------------------------- |
| Estados Unidos | 10 de junio de 2013 | Descarga digital | Chase, Universal Republic Records, Republic Records |
| Alemania       | 11 de junio de 2013 | CD               | Chase, Universal Republic Records, Republic Records |